# Buletin de București
Buletin de București este un film de comedie românesc din 1983, regizat de Virgil Calotescu. Rolurile principale sunt interpretate de actorii Catrinel Dumitrescu, Mircea Diaconu, Draga Olteanu-Matei și Octavian Cotescu.
Subiectul filmului îl reprezintă încercările unei fete proaspăt absolvente de facultate pentru a obține un buletin de București care i-ar permite să rămână în capitală. Ea încheie o căsătorie de formă cu taximetristul Radu, ce se dovedește mai târziu a fi medic veterinar. Lucrurile se complică odată cu apariția părinților fetei. Cei doi tineri hotărăsc să divorțeze după hilare pseudo-probe, iar Silvia primește locul de muncă unde a fost repartizată. Filmul se încheie cu happy-end în momentul când Radu primește repartiție de medic veterinar în satul unde lucra Silvia, iar cei doi se reîntâlnesc.

## Rezumat
După absolvirea Institutului Agronomic din București, tânăra Silvia Popescu (Catrinel Dumitrescu), originară din Călărași, a fost repartizată ca inginer agronom tocmai la Dorohoi. Ea își dorește să rămână în capitală și apelează la tovarășul Mateianu (Ștefan Mihăilescu-Brăila), o rudă cu o funcție înaltă, pentru a-i facilita obținerea unei repartiții în București. Acesta îi spune că îi poate rezolva transferul dacă fata ar avea buletin de București.
Colega ei de cămin Elvira (Diana Lupescu) o sfătuiește să ceară părinților să-i trimită 10.000 de lei pentru a-și găsi un soț din București cu care să încheie o căsătorie formală. Silvia nu reușește să găsească un soț de ocazie, potențialii pretendenți fie cerând prea mulți bani, fie fiind în proces de divorț sau cerând să-și exercite „drepturile” de soț. Auzind-o întâmplător pe Silvia că oferă 10.000 de lei pentru o căsătorie de formă, taximetristul Radu Petrescu (Mircea Diaconu) acceptă să încheie afacerea cu ea, pretinzând un aconto de 10% pentru care face o chitanță de mână.
Pe când fetele ieșeau din cămin pentru a merge la primărie, părinții Silviei, Costică (Octavian Cotescu) și Eleonora (Draga Olteanu-Matei), sosesc în vizită la fiica lor. Silvia fuge pe scara de incendiu, iar taxiul cu care o aștepta Radu în fața căminului este luat de părinții fetei pentru a merge la gară. Radu oprește taxiul în fața primăriei și intră în clădire, lăsându-și clienții în automobil. Costică și Eleonora intră în clădirea primăriei pentru a-l căuta pe Radu și asistă la căsătoria lui cu Silvia. Părinților li se face rău atunci când o văd pe Silvia căsătorindu-se, iar fata le spune că noul ei soț este de meserie medic veterinar și lucrează numai temporar ca taximetrist.
Părinții fetei merg cu cei doi tineri proaspăt căsătoriți la un restaurant, unde le oferă un carnet de CEC cu 25.000 lei. La rugămintea Silviei, Radu refuză banii. Deoarece părinții doreau să doarmă în casa celor doi tineri, Radu îl convinge pe colegul său Mihai Stănescu (Constantin Diplan) să-i împrumute apartamentul pentru o noapte. Socrii mici bat cuie în pereți și pun tablouri, mută mobilele și mănâncă mâncarea din frigider. În plus, o dau afară pe Olga (Rodica Mandache), soția lui Mihai, care venise să doarmă la ea acasă. În acest timp, cei doi soți trebuie să împartă același dormitor și același pat, deși acest lucru nu era prevăzut în contract. Radu îi arată fetei o chitanță în care a scris că a luat 10.000 de lei cu împrumut și că se angaja să-i restituie în termen de un an. Banii trebuia să-i dea la întreprindere deoarece avusese un accident de mașină și fusese găsit vinovat. La plecare, Costică lasă în biblioteca din apartament carnetul de cec.
A doua zi, Silvia se duce la miliție și află că nu i se poate elibera buletin de București dacă ea are repartiție în provincie. Neavând locuință, soții dorm câteva zile pe unde apucă. Cei doi hotărăsc să meargă la un avocat (Geo Saizescu) pentru a obține divorțul. Avocatul le spune să găsească un motiv plauzibil: părăsirea domiciliului conjugal, maltratarea sau relații extraconjugale. Prima variantă este exclusă pentru că cei doi nu au domiciliu stabil. Mihai este adus ca martor pentru a vedea cum Radu o bate pe Silvia și să declare ce a văzut la procesul de divorț. Avocatul le spune că nu este suficient acest argument și îi recomandă lui Radu să se încurce cu o altă femeie. Silvia vorbește cu Elvira să se sărute cu Radu și îi fotografiază pe cei doi împreună în parcul Cișmigiu.
Silvia și Radu sunt divorțați de tribunal, iar fata se duce la postul din provincie unde a fost repartizată. Radu îi înapoiază carnetul de cec lăsat de Costică în biblioteca lui Mihai. El primește repartiție de medic veterinar în satul unde lucra Silvia, iar cei doi se reîntâlnesc. Tot atunci sosesc de la gară și părinții fetei care nu aflaseră că cei doi tineri soți divorțaseră.

## Distribuție
- Catrinel Dumitrescu — ing. agronom Silvia Popescu,
- Mircea Diaconu — taximetristul Radu Petrescu
- Draga Olteanu-Matei — Eleonora Popescu, mama Silviei
- Octavian Cotescu — Constantin (Costică) Popescu, tatăl Silviei
- Diana Lupescu — Elvira, prietena Silviei
- Geo Saizescu — maestrul Toplița, avocatul soților Petrescu
- Constantin Diplan — taximetristul Mihai Stănescu, prietenul lui Radu
- Rodica Mandache — Olga, soția lui Mihai
- Ștefan Mihăilescu-Brăila — tov. Mateianu, funcționar public
- Mariana Calotescu — florăreasa care ghicește viitorul fetelor din cămin
- Costel Constantin — milițianul de la Serviciul Circulație
- Grigore Gonța — profesorul de înot Paraschiv, pretendent la căsătorie
- Victor Vlase — prestidigitatorul Bob, pretendent la căsătorie
- Petre Gheorghiu-Goe — Fanache, magazionerul echipei de handbal
- Ion Sima — tov. Anghel, pretendent la căsătorie, angajat la Paza Contractuală
- Virginia Rogin Gîndilă — secretara tov. Mateianu
- Lucia Mureșan — judecătoarea de divorțuri
- Marian Rîlea — Aristid „Englezul”, student la limba engleză
- Mirabela Dauer — solista formației de muzică studențești
- Aurelian Bănică
- Dan Bubulici
- Florin Tănase
- Victorița Dobre Timonu
- Maria Volosinovici
- Corneliu Petroiu
- Liana Fulga
- Anca Jurjut
- Constantin Bârliba
- Mihai Petculescu
- Atena Pleșu
- Mircea Stoian
- Lucreția Pătrașcu
- Alexandru Ștefănescu

## Producție
Filmul a fost realizat în studiourile Centrului de Producție Cinematografică București.
Pe genericul de început al filmului este trecută, separat, ca regizor și Mariana Calotescu (ea fiind regizor secund), dar la finalul genericului se menționează că regizor a fost Virgil Calotescu. Cântecul „Vântule” are textul scris de Eugen Rotaru și cântat de Mirabela Dauer.

## Continuare
După filmul Buletin de București, scenaristul Francisc Munteanu a scris scenariul unei continuări intitulate Căsătorie cu repetiție (1985), regizate tot de Virgil Calotescu. Acest film a avut premiera la 28 octombrie 1985.

## Recepție
Filmul Buletin de București a avut parte de un mare succes la public, fiind vizionat de 3.867.998 de spectatori la cinematografele din România, după cum atestă o situație a numărului de spectatori înregistrat de filmele românești de la data premierei și până la data de 31.12.2007 alcătuită de Centrul Național al Cinematografiei.

### Premiu
Actorul Mircea Diaconu a fost distins în anul 1983 cu Premiul pentru interpretare masculină al Asociației Cineaștilor din România (ACIN) pentru rolurile din filmele Sfârșitul nopții și Buletin de București.

### Aprecieri critice
Criticii de film au afirmat .Jurnalistul Cristian Tudor Popescu, doctor în cinematografie și profesor asociat la UNATC, considera că filmul a avut un scop propagandistic, realizat la comanda politică a conducerii statului. Astfel, la sfârșitul deceniului 7 al secolului al XX-lea, tinerii absolvenți de facultate primesc repartiții la țară, refuzându-li-se posturi în orașele mari, în urma unui decret al președintelui țării. Ca urmare, a devenit necesară realizarea de filme prin care să li se inoculeze tinerilor absolvenți ideea că viața la țară este frumoasă, iar satisfacțiile profesionale sunt mari. Toamna bobocilor (1975) a reprezentat un început de drum în tratarea acestui subiect, fiind urmată de filme ca Iarna bobocilor (1977), Buletin de București (1983), Căsătorie cu repetiție (1985) și Primăvara bobocilor (1987).
Analizând acest film, criticul Ioan Lazăr observă că Buletin de București iese din convențiile comediei sentimentale, având o poveste destul de simplă care valorifică „eternul război cinematografic al sexelor”. Filmul are un aspect de „comandă socială”, fiind o pledoarie indirectă pentru prezentarea absolvenților de facultate la posturile unde au fost repartizați și împotriva căsătoriilor din interes. Lazăr remarcă interpretările comice ale Dragăi Olteanu Matei și a lui Octavian Cotescu, care creează „un șir de secvențe antologice pentru comedia cinematografică în ansamblul ei”, dar și lipsa entuziasmului tinereții celor doi însurăței.
În Istoria filmului românesc (1897-2000), criticul Călin Căliman explica succesul filmului prin scenariul comic al lui Francisc Munteanu, recitalurile fermecătoare oferite de Mircea Diaconu, Catrinel Dumitrescu și Rodica Mandache și intermezzo-urilor cuplului de părinți Draga Olteanu Matei - Octavian Cotescu.
Criticul Tudor Caranfil a dat filmului două stele din cinci și a făcut următorul comentariu: „O absolventă de agronomie, gata la orice ca să rămână în București, își achiziționează, ca soț, un taximetrist, dar scrupulele miliției ca și idila postnupțială neprevăzută le încurcă socotelile. Comedie nostimă în care didacticismul scenaristului Francisc Munteanu e dres cu conotații realiste demne de consemnat. Unul dintre protagoniști este, de altfel, Bucureștiul anilor '80 surprins, în ebuliție, de privirea directorului de imagine Marian Stanciu. Pe lângă bibiluri comice în loc de gag, burlescul scăpat din hățuri al „avocatului” Saizescu și stridențele Dragăi în rol de soacră aprigă sunt, din fericire, dominate de ironia fină a lui Catrinel Dumitrescu. Secv. rapel: nunta în toiul căreia, înainte de a răspunde afirmativ, șoferul întreabă mireasa printre dinți: „Ai adus banii?”. Marele succes comercial, datorită și sugestiilor erotice neobișnuite despre „noaptea nunții”, pe muchie de cuțit, a produs și un sequel mai puțin reușit: Căsătorie cu repetiție.”

## DVD
Ziarul Adevărul și ghidul „Adevărul TV” au fost distribuite la 5 iunie 2009 împreună cu DVD-ul cu filmul Buletin de București care a fost inclus în seria „Mari Comedii Românești”.